# Liste des seigneurs de Brie-Comte-Robert
Brie-Comte-Robert a connu plusieurs seigneurs dont voici une liste chronologique.

## Seigneurs
- Robert Ier le Grand (1125 - 1188), fils du Roi Louis VI le Gros, comte de Dreux et de Braine, premier seigneur de Brie.
- Robert II (1188 - 1218), comte de Dreux et de Braine, fils du précédent.
- Robert III Gasteblé (1218 - 1233), comte de Dreux et de Braine, fils du précédent.
- Pierre Ier Mauclerc (1233 - 1250), baillistre de Bretagne, frère du précédent.
- Jean Ier le Roux (1250 - 1286), duc de Bretagne, fils du précédent.
- Alix de Bretagne(1286-1288), fille du précédent.
- Blanche de Bretagne (1288 – 1326), nièce de la précédente.
- Jeanne d'Évreux (1326 - 1370), reine de France (épouse de Charles IV) et petite-fille de la précédente.
- Blanche de France (1370 – 1393), fille de la précédente.
- Louis Ier d’Orléans (1393 – 1407), duc d'Orléans, fils du roi Charles V le Sage.
- Charles Ier d'Orléans (1407 - 1465), duc d'Orléans, fils du précédent.
- Louis XII (1465 – 1515), roi de France, fils du précédent.

## Seigneurs engagistes
- Louis Poncher (1521), secrétaire et trésorier du roi François Ier.
- Anne Poncher (1521 – 1528), fille du précédent.
- Philippe Chabot (1528 – 1541), Amiral de France, seigneur de Brion et Aspremont.
- Françoise de Longwy (1541 – 1543), comtesse de Charny et de Buzançais, épouse du précédent.
- Jean Caraccioli prince de Melphi (1543 – 1546).
- Jean-François d’Acquaviva, duc d’Atry (1546 – 1564).
  - En 1567 un arrêté du parlement fait cesser les déprédations.
- Marie de Pierrevive, dame du Perron et de Lésigny (1564 – 1570).
- Charles de Gondi, seigneur de la Tour, (1570 - 1572).
- René de Villequier, puis sa fille Charlotte (1572 - 1600).
- Pierre Bruslard de Puisieux (1613 – 1620).
- Jean de Choisy (1620 – 1621).
- Pierre Bruslard de Puisieux (1621 – 1623).
- Noël Bruslard de Sillery (1625 – 1633).
- Claude de Bullion (1633 – 1640).
- Angélique Faure (1640 – 1662).
- Noël, François et Claude II de Bullion (1662 – 1684).
- Jean-Jacques de Mesmes, comte d'Avaux (1684 – 1688).
- Jean-Antoine de Mesmes, comte d'Avaux (1688 – 1723).
- Marie Antoinette de Mesmes (1723 – 1734).
- Joseph de Belleville (1734).
- Germain Louis Chauvelin, marquis de Grosbois (1734 – 1766).
- Anne Espérance et Anne Madeleine Chauvelin (1766).
- Louis-Philippe d'Orléans (… - 1793).